# Tzvelevopyrethrum
Tzvelevopyrethrum, biljni rod iz porodice Asteraceae, dio tribusa Anthemideae. Pripada mu najmanje jedna vrsta T. walteri (C.Winkl.) Kamelin, iz Irana i Turkmenistana.
Od ostalih vrsta nepoznatog statusa navode se i:
- Tzvelevopyrethrum khorassanicum (Krasch.) Kamelin; možda sinonim za Tanacetum khorassanicum (Krasch.) Parsa
- Tzvelevopyrethrum turcomanicum (Krasch.) Kamelin  možda sinonim za  Tanacetum turcomanicum (Krasch.) Tzvelev